# Alessandro Angeli
Alessandro Angeli (Rimini, 8 gennaio 1965) è un cestista italiano.

## Carriera

Angeli nel 1995

Angeli assaggia la serie A2 da giovanissimo con la maglia del Basket Rimini, squadra della sua città natale. Poi scende nelle serie minori a farsi le ossa, mentre nel 1986 debutta in serie A1 con la formazione riminese che nel frattempo aveva centrato la promozione nella massima serie: arriva però una retrocessione, e dopo altre due stagioni in A2 viene girato in A1 alla Fortitudo Bologna, con cui sfiora i 7 punti di media in quasi 20 minuti di utilizzo.
La stagione 1990-91 viene disputata nuovamente a Rimini, nell'anno della promozione dalla B1 alla A2. Continua quindi a giocare in B1, trovando Dražen Dalipagić come allenatore dell'esperienza goriziana e John McMillen (già suo coach a Rimini) nell'annata di Porto San Giorgio.
Nel 1994 ritorna a disputare campionati professionistici con la chiamata di Pavia, seguita da un ritorno al Basket Rimini l'anno successivo. Dopo essersi separato dal Gira Ozzano, nel febbraio 1997 approda in Spagna al Murcia. Un anno più tardi è di scena in Francia, all'Évreux, ma la parentesi ha avuto breve durata.
Fa ritorno quindi nella B1 italiana, categoria nella quale si laurea capocannoniere nel 2006-2007 con 21,2 punti di media. Poi scende in serie C1, dove a 38 anni ha superato quota 60 punti in una partita singola, per poi tornare in B2. Nel 2004-2005 è il miglior marcatore della Serie B2 con 30,3 punti di media. Poi prosegue la carriera nei campionati dilettantistici del centro-nord.
Nel febbraio 2013 torna a giocare in Promozione con il Bologna Basket 2011.
Nel 2017 inizia la stagione sportiva in Serie D Regione Marche (girone A) tra le file del Camb Montecchio, ma nel gennaio 2018 si trasferisce al Montemarciano Basket (stesso campionato, girone B).
È uno dei pochi giocatori italiani ad aver superato quota 10 000 punti nei campionati FIP.
È stato premiato come miglior giocatore Master d’Europa 2019 ed è stato il secondo marcatore della competizione con 24 punti di media in 7 partite. 